# Gianluca Ginoble
Gianluca Ginoble (Roseto degli Abruzzi, Abruzzo, Italia 11 de febrero de 1995) es un cantante italiano. Integrante del grupo musical de pop lírico o crossover clásico Il Volo, aunque el grupo también interpreta canciones pop y pop latino.
Gianluca participó en el programa de Rai 1 en 2009 titulado "Ti Lascio una Canzone" donde él fue ganador y también donde se conoció con sus compañeros de Il Volo.

## Biografía
Gianluca Ginoble nació en Atri (provincia de Teramo) en Abruzos, región central de Italia, el 11 de febrero de 1995. Es el hijo mayor de Ercole Ginoble y Leonora Di Vittorio. Tiene un hermano menor llamado Ernesto Ginoble, nacido el 1 de noviembre de 2000. Su familia vive en un pequeño pueblo llamado Montepagano, situado en una colina cercana a Roseto degli Abruzzi.
Empezó a cantar a la edad de 3 años con su abuelo Ernesto en la plaza del pueblo. Su abuelo posee un bar ahí, el ”Bar Centrale”.  Desde temprana edad participó en varios festivales de música y competencias regionales, ganando algunas pero siendo reconocido en cada una, gracias a su hermosa y profunda voz. El 2 de mayo de 2009, con 14 años, Gianluca Ginoble ganó el show de talentos italiano de Rai1 ‘’Ti Lascio Una Canzone’’  (Te Dejo una Canción) con la canción de Andrea Bocelli “Il mare calmo della sera”.

## Trayectoria musical
Comenzó a cantar a la edad de 3 años con su abuelo Ernesto en la plaza del pueblo, de pequeño cantó 'O sole mio dejando impresionados a todos sus vecinos. Su abuelo posee un bar llamado Bar Centrale. Desde temprana edad participó en varios festivales de música y competencias regionales, siendo ganador de algunas. 
El 2 de mayo de 2009 con tan solo 14 años, Gianluca ganó el primer lugar de la segunda edición del talent show de Rai 1 "Ti lascio una canzone", al interpretar Il Mare Calmo della Sera (El mar calmado de la noche, en español) de Andrea Bocelli, en este programa también competía con Piero Barone e Ignazio Boschetto , que junto a Gianluca son actualmente los integrantes del grupo musical Italiano Il Volo; los tres eran considerados las mejores voces del talent show por lo cual les fue asignado un tema juntos 'O sole mio (una famosa Canción Napolitana), y es ahí donde dieron inicio a su carrera.

### Il Volo
Il Volo («El Vuelo» en español) formado por un trío, se constituyó tras la participación de los tres cantantes en la segunda edición del talent show de Rai 1 Ti lascio una canzone, en 2009. Durante el concurso, se les asignó cantar un tema juntos como trío: 'O sole mio, lo que agradó a la audiencia al apodarles «I tre tenorini» (los tres pequeños tenores). 
Tras la actuación,  decidieron unirse y formar un grupo llamado «Tryo» que luego pasó a llamarse «Il Tryo» y finalmente «Il Volo». 